# Inés Fernández Moreno
Inés Fernández Moreno (Buenos Aires, 28 de agosto de 1947-Buenos Aires, 10 de noviembre de 2024) fue una escritora argentina.

## Biografía
Se recibió de bachiller por el Colegio Nacional de Buenos Aires y realizó estudios como becaria en España y Francia. En 1975 se licenció en Letras por la Universidad de Buenos Aires (UBA). Fue hija del poeta César Fernández Moreno y nieta de Baldomero Fernández Moreno. Según sus propias palabras: «Para bien y para mal pertenezco a una familia de escritores, cosa que inevitablemente me preguntan. Tal vez por eso empecé a escribir tarde...» Trabajó desde muy joven en publicidad y marketing y comenzó a escribir narrativa después de los treinta años. Entre 2002 y 2005 residió en España. Luego se instaló en Buenos Aires, colaboró en diversos medios periodísticos y dictó talleres literarios.

## Obras y premios
En 1991, fue finalista del Premio Juan Rulfo con su cuento Dios lo bendiga. Al año siguiente, en 1992, ganó en Asturias (España) el Premio La Felguera con su cuento Madre para armar. En 1993, obtuvo el Segundo Premio Municipal de la Ciudad de Buenos Aires, con su libro de cuentos La vida en la Cornisa (Emecé). Un año más tarde, en 1997, ganó el Primer Premio Municipal de la Ciudad de Buenos Aires, categoría cuento con su volumen Un amor de agua (Alfaguara). En 1999 publicó La última vez que maté a mi madre (Editorial Perfil). Esta obra recibió el Primer Premio Municipal de la Ciudad de Buenos Aires en la categoría novela y el Premio Letras de Oro 2000 de Honorarte. En 2003 publicó Hombres como médanos (Alfaguara) y ganó en España el Premio de Cuentos Max Aub con su cuento En extinción. En 2005 se publicó La profesora de español (Alfaguara), una novela basada en la experiencia de su residencia en Marbella (España) de 2002 a 2005. Dos años más tarde, en 2007, ganó el Premio Hucha de Oro otorgado por FUNCAS, también en España, con su obra Carne de exportación. En 2009 publicó Marmara (cuentos, Alfaguara) y en 2013 su novela El cielo no existe (Alfaguara) con la que obtuvo en 2014 el Premio Sor Juana Inés de la Cruz. En 2015 se publicó su volumen de cuentos Malos Sentimientos (Alfaguara) y en 2019 su novela No te quiero más.
Sus novelas y muchos de sus cuentos fueron traducidos al francés, el inglés y el italiano.
Abelardo Castillo comentó: «Buena parte de la mejor literatura argentina actual está escrita por mujeres. Desde su excepcional primer libro, Inés Fernández Moreno parece destinada a ser uno de los modelos inevitables de esta nueva literatura». Por su parte, Alberto Laiseca: «En Inés se da el genio, la amenidad y el humor. Una cosa rarísima. Es entretenida y profunda. Hace mucho tiempo que no leía algo tan bueno como estos cuentos».